# Géronce
Géronce är en kommun i departementet Pyrénées-Atlantiques i regionen Nouvelle-Aquitaine i sydvästra Frankrike. Kommunen ligger i kantonen Oloron-Sainte-Marie-Ouest som tillhör arrondissementet Oloron-Sainte-Marie. År 2022 hade Géronce 490 invånare.

## Befolkningsutveckling
Antalet invånare i kommunen Géronce
| Referens: INSEE |